# رشته‌کوه فیروزکوه
فیروزکوه یا سفیدکوه غربی رشته‌کوهی در مرکز غرب افغانستان است که با طول ۴۰۰ کیلومتر از شمال دولت یار به سوی قزل بولاق ولایت هرات کشیده شده است. بلند ترین قله آن ٣٧٥٢ متر از سطح دریا ارتفاع دارد.
هسته این رشته‌کوه از شیست های سبز ابرک دار و گنایس ترکیب گردیده است. هریرود موازی و از جنوب این کوه جریان دارد که این رشته‌کوه را از سیاه کوه غربی جدا می سازد. گذرگاه های معروف آن کوتل سبزک ،کوتل زرمست، کوتل رباط، کوتل آق رباط و کوتل سرخ می باشد.